# Научен креационизъм
Научният креационизъм е псевдонаука, породена от креационисткото движение, целяща да обедини библейското описание на сътворението със съвременната наука.
Поддръжниците на научния креационизъм отричат теорията за произхода на живота и възникването на видовете чрез биологична еволюция и наричат еволюционната теория псевдонаука . Те твърдят, че животът на Земята е творение на Сръхестествен разум. Те отхвърлят научните теории за възрастта на Вселената и твърдят, че Земята е на не повече от десет хиляди години 
Съвременната научната общност определя научния креационизъм като псевдонаука тъй като той не се придържа към научния метод. Вместо това трудовете по научен креационизъм обикновено представляват компилации от хипотетични слабости на съвременните разбирания относно еволюцията и геологията. Научността на научния креационизъм и последвалата го теория за интелигентния дизайн са част от по-общия проблем за разделянето между наука и псевдонаука според обективни критерии. От 2006 година в Турция, и в редица, традиционно християнски европейски държави се правят опити за прокарване на тези идеи, но Съветът на Европа ги отхвъля, и осъжда опитите за разпространението им в Европа. В САЩ този спор излиза от чистата академичност и влиза в съда, където, по повод дали може или не може да се преподава в държавно училище се иска съдът да отсъди за научността. През 1987 година Върховният съд на САЩ определя научния креационизъм за религиозно учение.

## Тези на научния креационизъм
Началото бива положено от книгата на Хенри Морис „Библейският Потоп“ („Genesis Flood“) през 1961 г. В книгата си „Научен креационизъм“ Морис описва Сътворението като: 1) свръхестествено, 2) ръководено отвън 3) с цел, 4) завършено. Креационистите поставят под съмнение традиционното разбиране на основни понятия на еволюционизма:
| Креационистка теза | Научен отговор |
| --- | --- |
| Мутациите на ДНК и РНК в по-голямата им част са вредни за организма и не е възможно да води до поява на нови видове. Над 99,99% от случаите мутациите са вредни (рецесивни) от гледище на вида, водят до неговата дегенерация или „предизвикват смъртта на организма още в ранните етапи на неговото развитие или водят до тежки смущения в развитието на индивида, поради което той не доживява до настъпване на полова зрелост“ (Ангелов и сътр., Биология, стр. 26). Елементарното обяснение е, че при мутацията се губи генетичен материал. Албинизмът е често даван пример за рецесивна мутация.                                                | 1. По-голямата част от мутациите са неутрални. Nachman и Crowell оценяват, че за 175 човешки поколения се появяват общо 3 вредни мутации. Вредните мутации често водят до смърт на организма, докато благоприятните се предават по-често в следващото поколение. Затова сред тези мутации, които се предават в следващото поколение, преобладават благоприятните. 2. Благоприятни мутации биват често наблюдавани. Те са редовен проблем в случаите на придобиване на антибиотична резистентност от болестотворни организми (като бактерии) и на резистентност на пестициди при плевели в селското стопанство Благоприятните мутации се наблюдават често в лабораторни условия . Няколко примера: - мутациите дават възможност на бактерии да разграждат найлон - растениевъдите предизвикват мутации в растенията и селектират нови сортове - някои мутации при хората придават резистентност срещу СПИН или сърдечно-съдови болести - определена мутация при хората води до повишена здравина на костите 3. Дали една мутация е вредна или полезна зависи от околната среда. Една и съща мутация може да има полезно влияние при едни условия и вредно – при други условия на средата. При промени в средата ролята на една мутация може да се смени от положителна в отрицателна и обратно. Понеже условията не остават никога постоянни, вариациите помагат на популациите да оцеляват, дори ако едни вариации водят до по-голямо оцеляване, а други – до сравнително по-малко. Когато възникнат полезни мутации в променена среда, обиковено се разпространяват бързо в популацията. |
| Едно от основните твърдения на молекулярната генетика гласи, че генетичният код е най-стабилната, най-неизменчивата и универсална съставна част в живата природа. Организмите притежават ДНК, състояща се от едни и същи нуклеотиди, изградени от 4 азотни бази: аденин, гуанин, тимин, цитозин. ДНК е носител на генетичната програма. Самите еволюционисти твърдят, че генетичният код не е претърпял никакви промени през последните два милиарда години. | няма нужда от отговор |
| Ако мутацията действително можеше да е основен генератор за създаването на нови биологични видове, това би означавало, че както в миналото, така и днес трябваше да се срещат масово междинни биологични форми. Такива преходни видове не се наблюдават нито днес, нито вкаменелостите са в състояние да ни представят убедителни данни за съществуването на междинни форми в миналото. Сам Дарвин признава този факт за голям проблем, като пише в своята книга „Върху произхода на видовете“: „Защо всяка една геологична формация и слой не са пълни с междинни биологични видове...Може би това ще е най-силното възражение срещу моята теория“. | Разбирането, че „преходни фосили“ са вкаменели екземпляри с директна родствена връзка, е погрешно. Дори да бъдат открити такива екземпляри, няма как да бъде доказано, че единият произхожда от другия или обратно. Не може да се очаква да бъдат намерени непокътнати родствени редици, съхранени в продължение на милиони години. Преходният фосил показва мозайка от белези, характерни за по-късен и за по-ранен представител на една генетична редица. Съществуват множество преходни фосили. Проблем за науката не е тяхната липса, а тяхното изобилие. Ето няколко примера: - преходни форми между риби и четириноги (надклас tetrapoda). Повечето риби имат предни и задни ноздри. При четириногите задните ноздри се заместват от хоаните. Kenichthys, един фосил на 395-милиона години, открит в Китай, представлява преходна форма между двете, имайки ноздри на ръба на горната челюст. По предна перка на екземпляр фосилна риба се отличават осем костни пръста, с което се доказва, че пръстите се появяват преди излизането на четириногите на сушата |
| Нови видове не са се появили, но много са изчезнали за хилядите години човешка история. | Появата на нови видове е очевидна в различните геологични пластове. Това е известно на палеонтолозите по откритите вкаменелости още от 18 и 19 век. Видове са изчезвали не само през хилядите години човешка история, но и през всички стотици милиони години на историята на живота на Земята. От всички видове, които някога са съществували, днес 99% от видовете са изчезнали. Измирането им обаче е ставало с неравномерен темп. Въз основа на фосилни данни, основният тепм на измиране на Земята е около 2 до 5 таксономични семейства на всеки един милион години. |
| Няма преходни звена между хоминид и Homo sapiens – тези, които са считани за такива, са или маймуни, или хора, но с по-слаба физика от нашата. | Преходът между съвременния човек, австралопитека и другите хоминиди е доста плавен. Това затруднява и креационистите да имат единно мнение кои фосили са на хоминиди и кои – на хора. Така например Australopithecus afarensis, живял преди 3.9 и 3 милиона години, има череп с големина колкото черепа на шимпанзето, но зъбите му приличат повече на тези на човека. Може би почти всички креационисти биха го причислили към групата на маймуните, но той е ходил изправен на два крака. |
| Млада Земя – малкото количество лунен прах, солта в океаните, свиването на Слънцето, намаляването на магнитното поле на Земята показват това; радиометричните методи за изследване са напълно неприложими и водят до сериозни грешки при датиране над 5000 години. | Независими отделни радиометричните измервания на възрастта дават сходни резултати . Резултатите не се дължат на случайност или насистематична грешка във възприетия темп на разпад. Радиометричните методи дават резултати, които се потвърждават от други, нерадиометрични методи за определяна на възраст. Радиометричните резултати съвпадат с тези от луминисцентния метод на датиране Радиометричните резултати са сходни с циклите на Миланкович, които зависят само от астрономически фактори като наклон на земната ос и ексцентрицитета на земната орбита |